# Moreira de Cónegos
Moreira de Cónegos ist eine portugiesische Gemeinde (Freguesia). Sie liegt im Kreis Guimarães, hat eine Fläche von 4,7 km² und 4651 Einwohner (Stand 19. April 2021) was einer Bevölkerungsdichte von 984 Einwohner/km² entspricht.
Der Ort wurde am 30. August 1995 zur Vila (dt.: Kleinstadt) erhoben.

## Sport
Der Fußballverein Moreirense FC spielte von 2002/03 bis 2004/05, in der Saison 2012/13 und ab der Saison 2014/15 in der 1. Liga.